# Ministère de l'Éducation nationale, du Préscolaire et des Sports
Pour les autres articles nationaux ou selon les autres juridictions, voir ministère de l'Éducation.
Le ministère de l'Éducation nationale, du Préscolaire et des Sports est le ministère marocain chargée de préparer et mettre en œuvre la politique du gouvernement en matière d'instruction publique et des sports.

## Ministres depuis l'indépendance
| Ministre               | Date de début     | Date de fin       |
| ---------------------- | ----------------- | ----------------- |
| Mohamed Saad Berrada   | 23 octobre 2024   | en cours          |
| Chakib Benmoussa       | 7 octobre 2021    | 18 octobre 2024   |
| Saaïd Amzazi           | 22 janvier 2018   | 7 octobre 2021    |
| Mohamed Hassad         | 5 avril 2017      | 24 octobre 2017   |
| Rachid Belmokhtar      | 10 octobre 2013   | 5 avril 2017      |
| Mohamed Louafa         | 3 janvier 2012    | 10 octobre 2013   |
| Ahmed Akhchichine      | 19 septembre 200] | 3 janvier 2012    |
| Habib El Malki         | 7 novembre 2002   | 19 septembre 2007 |
| Abdallah Saâf          | 6 septembre 2000  | 7 novembre 2002   |
| Ismaïl Alaoui          | 16 mars 1998      | 6 septembre 2000  |
| Rachid Belmokhtar      | 27 février 1995   | 14 mars 1998      |
| Mohamed Knidiri        | 11 novembre 1993  | 31 janvier 1995   |
| Taieb Chkili           | 11 août 1992      | 9 novembre 1993   |
| Azzedine Laraki        | 10 octobre 1977   | 30 septembre 1986 |
| Mohamed Haddou Chiguer | 20 novembre 1972  | 10 octobre 1977   |
| Mohamed Benhima        | 8 juin 1965       | 11 novembre 1967  |